# ザグリーンモンキー
ザグリーンモンキー（The Green Monkey、2004年2月4日 - 2018年5月）はアメリカ合衆国の競走馬、種牡馬。デビュー前の2006年にサラブレッドとして世界最高額となる1600万ドル（当時のレートで約17億6000万円）で落札されたが、期待外れな成績に終わった。

## 経歴
2004年2月4日にフロリダ州のパドゥアステーブルで生まれた。2005年7月、ファシグ・ティプトンが主催するケンタッキーセレクトセールでテイラーメイドセールスエージェンシーにより上場され、ハートリー・デレンゾ牧場に42万5000ドルで落札された。2006年2月28日、同じくファシグ・ティプトンが主催する2歳セールに上場された際にはセリ前の展示走行で1ハロン9.8秒という驚異的なタイムを記録し、ゴドルフィンの代理人ジョン・ファーガソンとクールモアスタッドの代理人デミ・オバーンが激しく競り合った結果、世界記録となる1600万ドルでクールモアスタッドに落札された。バルバドスのゴルフコース「ザ・グリーンモンキー」にちなんでザグリーンモンキーと名付けられた。
トッド・プレッチャー調教師に預託され、2007年9月15日、ニューヨーク州のベルモントパーク競馬場で行われた未勝利戦でデビューするも3着、その後の未勝利戦でも結果を出せず、3戦0勝の成績で引退した。
ハートリー・デレンゾ牧場が所有権の一部を買い戻し、本馬は種牡馬となった。種付け料は5000ドルに設定され、種付け数は初年度が40頭、次年度以降は年に12頭未満であった。2018年5月、蹄葉炎のため安楽死処置が取られた。主な産駒はパナマ（パートII国）の牝馬三冠を達成したMonkey Business、マンハッタン・ビーチ・ステークス（アメリカ合衆国のブラックタイプ競走）に勝利したKinz Funky Monkey、およびファンフルルーシュ・ステークス（カナダのブラックタイプ競走）に勝利したGreen Doctorである。

## 血統表
| The Green Monkeyの血統                   | The Green Monkeyの血統                        | The Green Monkeyの血統                        | （血統表の出典）                              | （血統表の出典） |
| 父系                                     | ストームキャット系                            | ストームキャット系                            | ストームキャット系                            |                  |
| 父 Forestry 1996 鹿毛 アメリカ           | 父の父Storm Cat 1987 黒鹿毛 アメリカ          | Storm Bird                                    | Northern Dancer                               | Northern Dancer  |
| 父 Forestry 1996 鹿毛 アメリカ           | 父の父Storm Cat 1987 黒鹿毛 アメリカ          | Storm Bird                                    | South Ocean                                   |                  |
| 父 Forestry 1996 鹿毛 アメリカ           | 父の父Storm Cat 1987 黒鹿毛 アメリカ          | Terlingua                                     | Secretariat                                   | Secretariat      |
| 父 Forestry 1996 鹿毛 アメリカ           | 父の父Storm Cat 1987 黒鹿毛 アメリカ          | Terlingua                                     | Crimson Saint                                 |                  |
| 父 Forestry 1996 鹿毛 アメリカ           | 父の母Shared Interest 1988 鹿毛 アメリカ      | Pleasant Colony                               | His Majesty                                   | His Majesty      |
| 父 Forestry 1996 鹿毛 アメリカ           | 父の母Shared Interest 1988 鹿毛 アメリカ      | Pleasant Colony                               | Sun Colony                                    |                  |
| 父 Forestry 1996 鹿毛 アメリカ           | 父の母Shared Interest 1988 鹿毛 アメリカ      | Surgery                                       | Dr. Fager                                     | Dr. Fager        |
| 父 Forestry 1996 鹿毛 アメリカ           | 父の母Shared Interest 1988 鹿毛 アメリカ      | Surgery                                       | Bold Sequence                                 |                  |
| 母 Magical Masquerade 1998 栗毛 アメリカ | 母の父Unbridled 1983 栗毛                     | Fappiano                                      | Mr. Prospector                                | Mr. Prospector   |
| 母 Magical Masquerade 1998 栗毛 アメリカ | 母の父Unbridled 1983 栗毛                     | Fappiano                                      | Miss Disco                                    |                  |
| 母 Magical Masquerade 1998 栗毛 アメリカ | 母の父Unbridled 1983 栗毛                     | Gana Facil                                    | Princequillo                                  | Princequillo     |
| 母 Magical Masquerade 1998 栗毛 アメリカ | 母の父Unbridled 1983 栗毛                     | Gana Facil                                    | Killaloe                                      |                  |
| 母 Magical Masquerade 1998 栗毛 アメリカ | 母の母Nannerl 1987 栗毛                       | Valid Appeal                                  | In Reality                                    | In Reality       |
| 母 Magical Masquerade 1998 栗毛 アメリカ | 母の母Nannerl 1987 栗毛                       | Valid Appeal                                  | Desert Trial                                  |                  |
| 母 Magical Masquerade 1998 栗毛 アメリカ | 母の母Nannerl 1987 栗毛                       | Allouette                                     | Proud Birdie                                  | Proud Birdie     |
| 母 Magical Masquerade 1998 栗毛 アメリカ | 母の母Nannerl 1987 栗毛                       | Allouette                                     | Madame Defage                                 |                  |
| 5代内の近親交配                          | Dr. Fager 4×5、In Reality 4×5、Bold Ruler 5×5 | Dr. Fager 4×5、In Reality 4×5、Bold Ruler 5×5 | Dr. Fager 4×5、In Reality 4×5、Bold Ruler 5×5 | [ § 2 ]          |
| 出典                                     | 1. 2.                                         | 1. 2.                                         | 1. 2.                                         | 1. 2.            |

父フォレストリーはキングズビショップステークス（G1）やドワイアーステークス（当時G2）の勝ち馬。母マジカルマスカレードはアンブライドルド産駒で競走成績は11戦1勝。